# Avinurme (gemeente)
Avinurme (Estisch: Avinurme vald) was tot in 2017 een gemeente in de Estische provincie Ida-Virumaa. De gemeente telde 1245 inwoners op 1 januari 2017 en had een oppervlakte van 193,6 km². De hoofdplaats was de gelijknamige plaats.
Sinds 2017 maakt de gemeente deel uit van de gemeente Mustvee, net als de voormalige gemeenten Kasepää, Lohusuu en Saare. Daarmee werd Avinurme meteen ook overgeheveld van de provincie Ida-Virumaa naar de provincie Jõgevamaa.

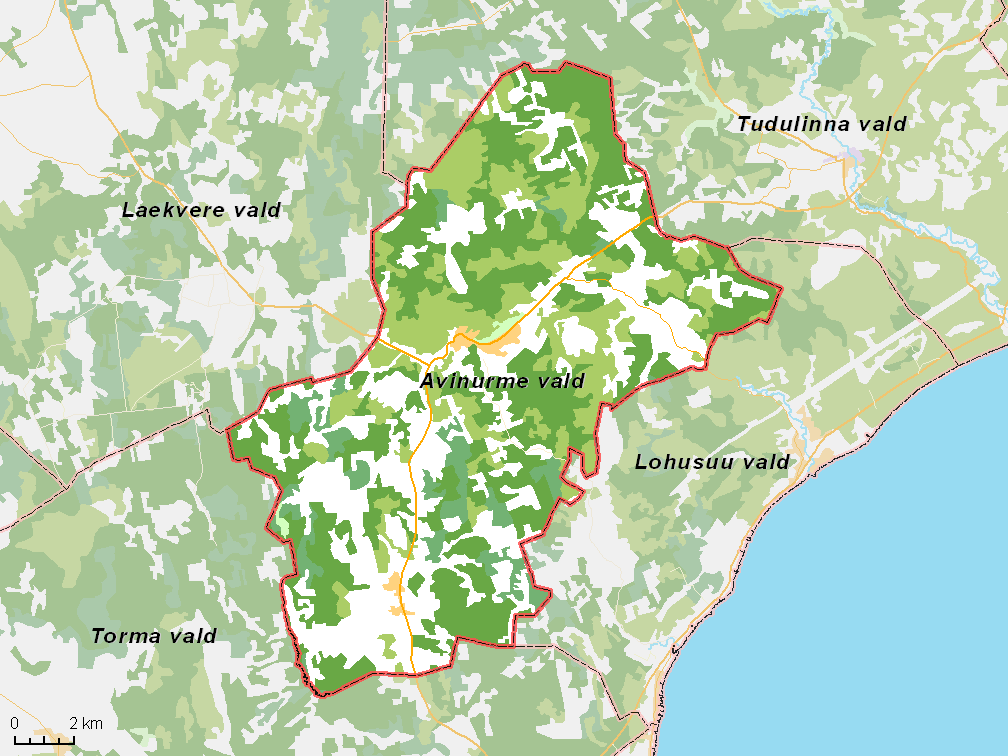
De vroegere gemeente met omliggende gemeenten